# Winter Spring Summer or Fall
Winter Spring Summer or Fall è un film del 2024 diretto da Tiffany Paulsen. È un film drammatico-romantico canadese-statunitense scritto da Dan Schoffer e con protagonisti Jenna Ortega, qui anche nel ruolo di produttrice esecutiva, Percy Hynes White, Marisol Nichols e Adam Rodríguez.

## Trama
Dopo un incontro fortuito, le vite di Remi, una ragazza prodigio, e di Barnes, un fannullone ossessionato dalla musica, si intrecciano inesorabilmente. Mentre l'inverno si trasforma in primavera e la primavera in estate, i due si innamorano. Ma con l'arrivo dell'autunno Remi si trasferisce ad Harvard e la giovane coppia è costretta a rivalutare ciò che è veramente importante per loro.

## Colonna sonora
La colonna sonora è stata composta dal musicista statunitense Zac Rae, ex componente del gruppo di supporto di Alanis Morissette e del gruppo musicale Death Cab for Cutie.

## Promozione
Il 14 aprile 2025 è stato distribuito il trailer ufficiale.

## Distribuzione
Il film è stato proiettato in anteprima il 6 giugno 2024 al Tribeca Festival. Verrà distribuito sulle piattaforme di streaming on demand Prime Video, Apple TV e altre, il 25 aprile 2025. Verrà inoltre proiettato in uno stretto numero di sale cinematografiche nello stesso giorno.
Il 24 dicembre 2024 il film è stato distribuito in Romania.

## Accoglienza
L'aggregatore di recensioni Rotten Tomatoes ha assegnato al film il 36% del Tomatometer su 11 recensioni.